# Oak Hill-Piney
Oak Hill-Piney est une census-designated place du comté de Delaware, dans l'État d'Oklahoma, aux États-Unis. En 2020, elle compte une population de 191 habitants.